# Pozuelo de la Orden
Pozuelo de la Orden è un comune spagnolo di 73 abitanti situato nella comunità autonoma di Castiglia e León.